# Shadowhunters - Città degli angeli caduti
Shadowhunters: The Mortal Instruments - Città degli Angeli Caduti (The Mortal Instruments - City of Fallen Angels) è un romanzo fantasy di Cassandra Clare, pubblicato il 5 aprile 2011 negli Stati Uniti e il 25 ottobre 2011 in italiano. È il quarto capitolo della saga Shadowhunters.

## Trama
Clary è tornata a New York dopo aver vinto, assieme agli altri Shadowhunters, la battaglia contro Valentine (chiamata Guerra Mortale). Dopo aver scoperto che Jace non è suo fratello, ora può dire al mondo intero che è il suo ragazzo, ma tutto ha un prezzo. Infatti, nel Mondo Invisibile, stanno sparendo misteriosamente alcuni Cacciatori e di conseguenza i rapporti tra Shadowhunters e Nascosti si stanno alterando, perché tutti i cadaveri sono stati rinvenuti in punti della città di competenza dei Nascosti, in particolar modo dei vampiri. Clary è inoltre insoddisfatta dalla relazione con Jace, perché il ragazzo sembra cercare di evitarla, senza sapere che egli sta avendo degli incubi terribili su di lui che uccide la stessa Clary. 
Inoltre, anche per Simon le cose non vanno per il meglio, visto che dapprima viene avvicinato e minacciato, mentre era in un locale con Isabelle, da due losche figure che si rivelano essere servitori di una vampira di nome Camille, ex capo dei vampiri di New York, che inizia a persuaderlo ad unirsi a lei, consapevole di non potergli fare del male. Successivamente, dopo aver rivelato alla madre che è diventato un vampiro, viene sbattuto fuori di casa. Il ragazzo si trasferisce quindi a vivere dal nuovo cantante della sua band, Kyle, un tipo muscoloso e simpatico. Mentre Kyle è via, Jace raggiunge Simon e gli comunica che d'ora in poi intende tenerlo d'occhio in continuazione per distrarsi dalla situazione con Clary. Poco dopo, arriva Kyle, e Jace, sorpreso, si accorge che il ragazzo è un lupo mannaro e lo riferisce immediatamente a Simon. 
Pochi giorni dopo si tiene un concerto della band di Simon, ma scoppia il putiferio: Clary rivede Jace e s'infuria con lui, gridandogli di lasciarla piuttosto che continuare a ignorarla. Jace le spiega che si tratta per lui di un momento difficile e bacia appassionatamente Clary. Poco prima, Simon, che non beve sangue da giorni, viene avvicinato dalla sorella del musicista della sua band, Maureen, e le morde il collo trasformandola in un vampiro. Così esce dal locale frastornato, incontrando Isabelle, che aveva interrotto il momento fra Jace e Clary (con il ragazzo che si allontana con una scusa), e Maia, le quali scoprono che Simon sta uscendo con tutte e due, causando la loro ira. Ma nel frattempo sopraggiunge Kyle, e Maia lo riconosce, aggredendolo immediatamente dopo averlo chiamato "Jordan". 
Ben presto, tutte le situazioni vengono chiarite. Isabelle e Maia si rifiutano di vedere nuovamente Simon, mentre Kyle racconta a lui e a Jace tutta la sua storia, ovvero che il suo vero nome è Jordan, Kyle è il suo cognome; tempo fa, era il ragazzo di Maia, ma fu morso da un lupo mannaro, trasformandosi in tale e, alla prima luna piena e dopo essere stato lasciato, l'aveva morsa, anche se non volontariamente ma dovuta alla scarica di rabbia inconscia causata dalla trasformazione; ora però fa parte di un'organizzazione, il Praetor Lupus, che si occupa di aiutare i Nascosti neofiti; Jordan è il "tutore" di Simon, quindi è incaricato di sorvegliarlo.
Dopo gli eventi accaduti al concerto, Clary inizia a pensare che sia lei la causa di tutto ciò che sta accadendo, anche perché, per qualche inspiegabile motivo, Jace si allontana ancora di più, diventando sempre più freddo, e lei potrebbe perdere tutto ciò che le sta più a cuore, Jace in primis.
Nel frattempo, Clary e Jocelyn scoprono che qualcuno sta cercando di creare dei bambini umani con sangue demoniaco nelle vene come Jonathan, mentre Simon viene contattato di nuovo da Camille. Clary si reca dunque alla Chiesa di Talto per chiedere aiuto sulla vicenda, ma viene attaccata da un demone (che aveva posseduto i membri della Chiesa), riuscendo tuttavia a scappare e a rifugiarsi al Conclave. Simon, intanto, si reca da Camille, la quale è inconsapevole che in realtà il giovane vampiro è in combutta con il Conclave per un agguato. Gli shadowhunters accerchiano e bloccano Camille, la quale inizialmente piange dal terrore, ma quando le viene richiesto di rivelare tutto ciò che ha pianificato, lei dichiara di voler parlare solo con lo stregone Magnus. 
La vampira viene portata al Conclave e legata, mentre nel frattempo Magnus e il suo fidanzato Alec sono tornati dal loro viaggio intorno al mondo per risolvere la situazione di Camille. Alec assiste al loro colloquio, venendo a scoprire diversi retroscena della vita di Magnus, soprattutto della sua passata relazione con Camille e dello speciale rapporto fra lui e un certo Will. Ciò causa l'ira di Alec, nonché un'irrefrenabile gelosia. Camille parla con Magnus, ma non rivela nulla di utile al momento, dal momento che sta solo prendendo tempo per potersi liberare. Intanto, Jace arriva al Conclave e raggiunge Clary, che si era infilata nel letto per riposare. Jace la sveglia e inizia a parlarle, dichiarando che la ama e che non sopporta più quello che sta facendo, volendo vivere insieme a lei senza più nascondersi. Clary inizialmente è imbarazzata perché Jace per la prima volta la vede in mutande, ma poi il ragazzo la bacia e i due iniziano a consumare un rapporto sessuale, che si interrompe quando Jace, a sorpresa, la pugnala. Tuttavia riesce a fermarsi giusto in tempo per non farle troppo male e le rivela di essere corrotto da qualche demone. Così i due si rivestono e si recano alla Città di Ossa. Durante la sua permanenza nella Città, per cercare di capire come bloccare gli incubi, Jace, sognando, accetta inconsapevolmente di essere posseduto da un demone che si era presentato sotto le spoglie del suo fratellino Max, che si rivelerà poi essere Lilith, la madre di tutti i demoni.
Il giorno successivo, alla festa degli IronWorks (regalo del branco per il matrimonio del suo alfa, Luke, con Jocelyn), i ragazzi si ritrovano: Alec è di pessimo umore a causa della gelosia, Magnus è piuttosto annoiato, Jordan vorrebbe chiarire le cose con Maia, Isabelle fa di tutto per tenere sotto controllo la situazione (impedendo a Jordan di parlare con Maia nonostante ora lei sappia che il vecchio morso non era colpa del ragazzo) e Simon si mostra piuttosto preoccupato per Clary. La ragazza, infatti, dopo aver ricevuto un campanellino da parte della Regina Seelie per mezzo della fata Kaelie Whitewillow, si reca sulla terrazza del locale, dove ad attenderla c'è Jace, che la convince ad unirsi a lui con una runa che, in realtà, fa perdere conoscenza alla giovane.
Simon, nel mentre, esce dal locale per prendere una boccata d’aria fresca, ma qui incontra Maureen, la ragazzina di cui si era nutrito al concerto, ora diventata un vampiro un po' squilibrato, che lo porta, dietro ricatto, in un lussuoso palazzo in fase di costruzione, dove ad attenderlo c'è Lilith, la madre di tutti i Demoni, che è intenzionata a resuscitare il "figlio" perduto (infatti, il sangue che Valentine aveva somministrato alla moglie incinta, gli era stato donato proprio da lei), ovvero Sebastian: dal momento che Raziel aveva fatto lo stesso con Jace, Lilith ritiene giusto che anche suo figlio possa rinascere. Per riuscire nel suo intento, però, Lilith ha bisogno del sangue da Diurno di Simon e, dato che non può fargli del male a causa del Marchio di Caino, lo ricatta senza mezzi termini, mettendo a repentaglio la vita di Clary, trattenuta con un coltello da Jace, ora controllato da Lilith e giunto sul posto. Il vampiro accetta quindi di partecipare al rituale di resurrezione di Sebastian, mordendo il cadavere per far passare poi il suo sangue nella ferita. Clary, intanto, riesce a sfigurare la cicatrice di Jace, ora tornato in sé, che affronta Lilith minacciando di suicidarsi (cosicché il demone non possa più resuscitare Sebastian). 
Nel frattempo, sono giunti nello stesso palazzo anche Alec, Isabelle, Maia e Jordan alla ricerca di Simon, scomparso senza dire nulla dagli IronWorks, mentre Magnus è stato chiamato dal Conclave per cercare Camille, misteriosamente fuggita. 
Poco dopo, però, Alec scopre che in realtà la vampira è stata presa e torturata da Lilith e, incuriosito dalla proposta di Camille, ovvero conoscere il passato di Magnus, la libera.
Lilith ribalta la situazione, riversando la sua ira su Clary, ma sul punto di infliggerle un grave colpo, Simon si mette in mezzo, prendendoselo. A questo punto, entrano in gioco il Marchio di Caino e la giustizia divina del Cielo, che riducono in sale Lilith risolvendo la situazione.
Dopo lo scontro con il demone, finalmente Clary si chiarisce con Jace, che si stava autoincolpando di ciò che era successo (sebbene non fosse colpa sua), lasciandolo poi in terrazza a fare la guardia al corpo di Sebastian, mentre lei si reca dagli altri Cacciatori, ai piani bassi del palazzo. Purtroppo, però, Jace scompare dopo l’arrivo degli altri Nephilim e non viene ritrovato nemmeno il corpo di Sebastian.
Il libro termina con una frase misteriosa, dove sembra che ora Sebastian stia controllando Jace.

## Edizioni
- Cassandra Clare, Shadowhunters - Città degli angeli caduti, traduzione di Manuela Carozzi, collana Chrysalide, Arnoldo Mondadori Editore, 2011,  ca. 488 pagine, ISBN 978-88-04-61332-9.
- Cassandra Clare, Shadowhunters - Città degli angeli caduti, traduzione di Manuela Carozzi, collana Oscar Bestsellers, Arnoldo Mondadori Editore, 2012,  ca. 490 pagine, ISBN 978-88-04-61829-4.